# Dorotheum

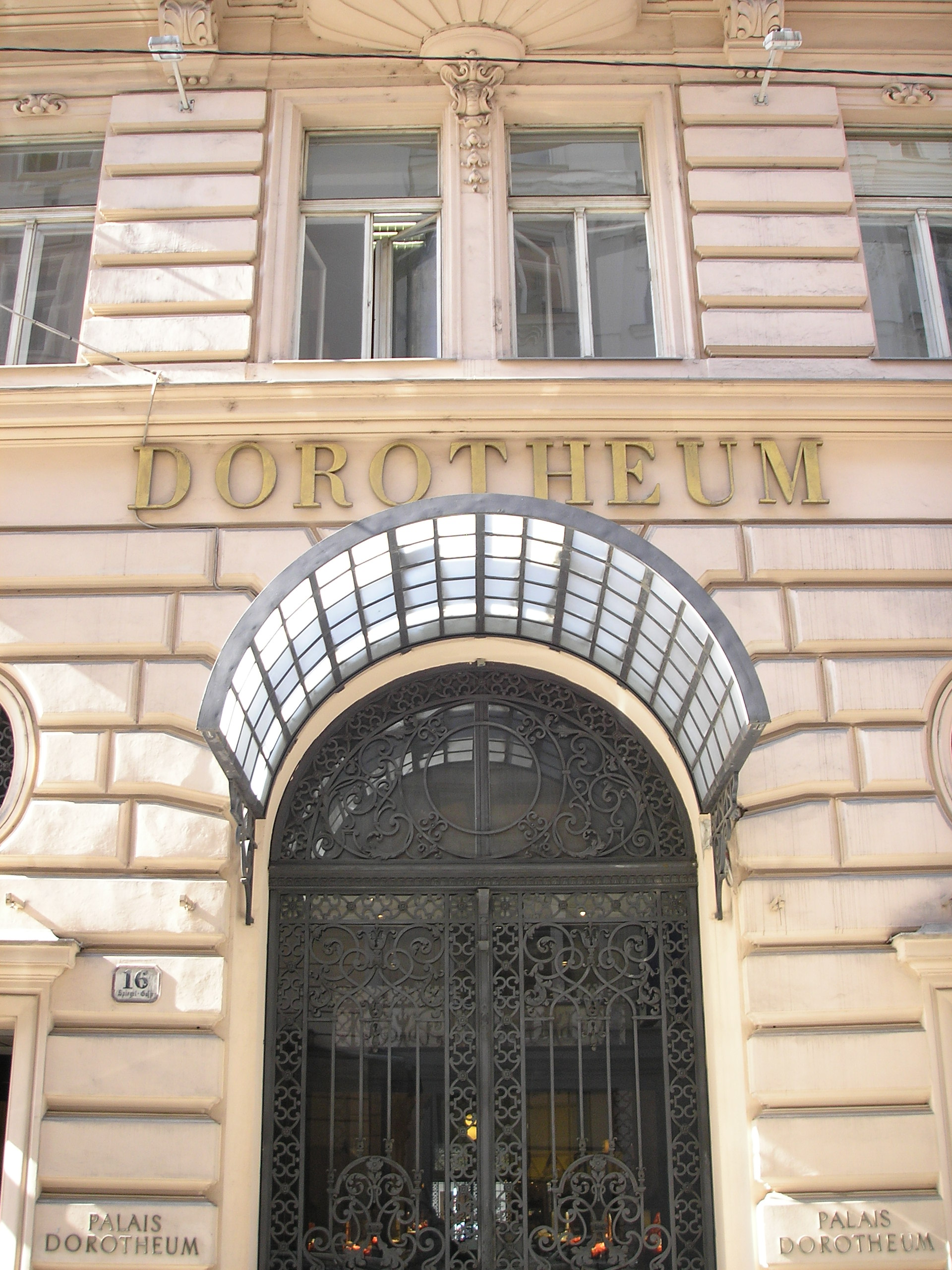
Ingang van het veilinghuis

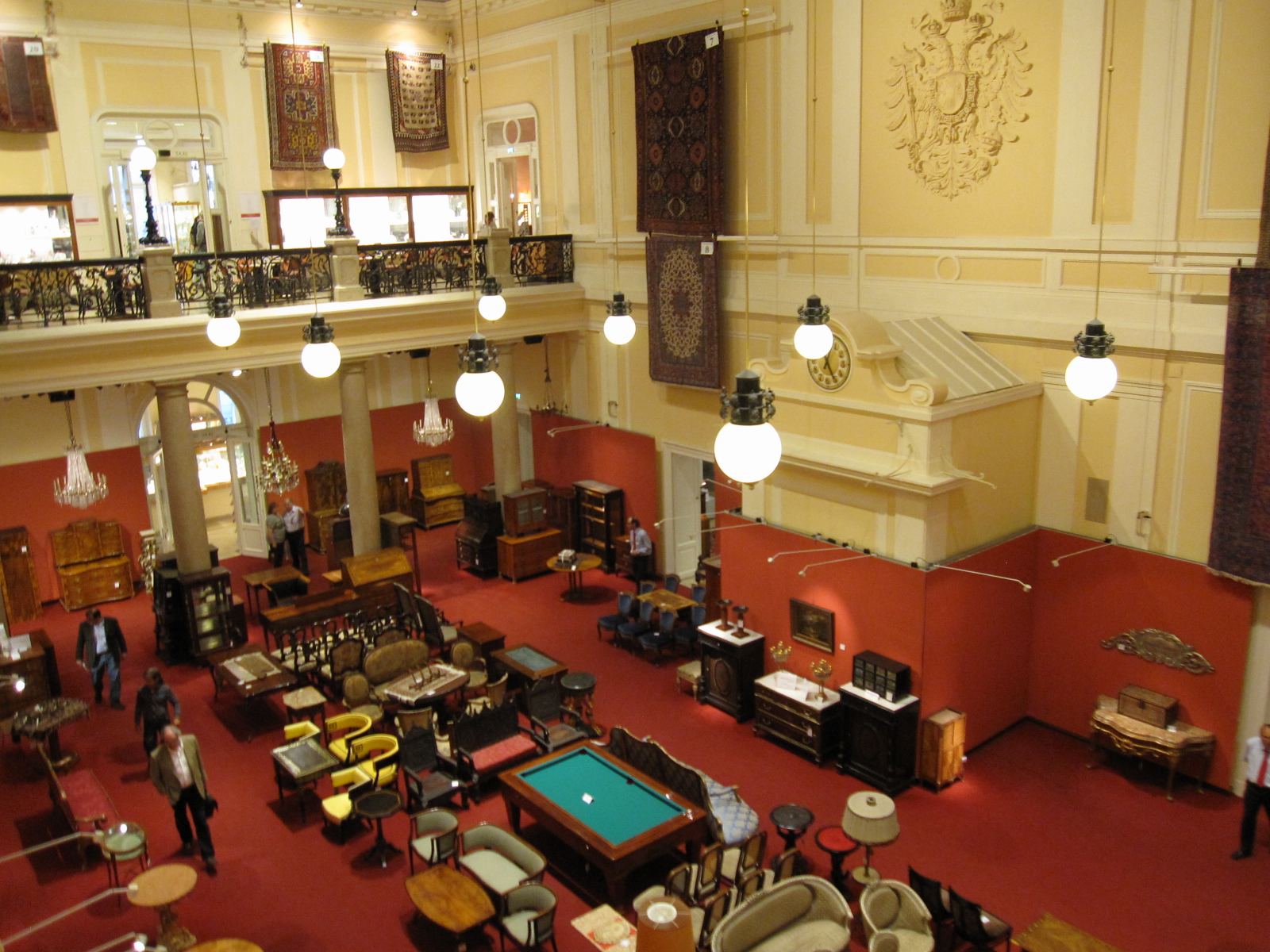
Interieurfoto met allerlei kavels

Het Dorotheum ([ˌdoːʀoˈteːʊm]ⓘ) is het grootste veilingconcern in Centraal-Europa en het Duitse taalgebied met hoofdvestiging in Wenen en vertegenwoordigingen in Brussel, Düsseldorf, München, Londen, Milaan en Rome. Het organiseert gemiddeld 600 veilingen per jaar in 40 categorieën. De commerciële hoofdactiviteiten zijn; veilingwezen, pandhuis, sieradenhandel.

## Geschiedenis
Als ambt voor pand en belening werd het in 1707 door Keizer Joseph I met een nadrukkelijke sociale functie in het leven geroepen om woeker in het bestaande pandwezen tegen te gaan. Het ambt had de vergunning om de vervallen panden te veilen waarbij de opbrengsten ten goede kwamen aan het Weense armenhuis. In 1788 verhuisde dit Versatz und Fragamt naar de huidige locatie, het voormalige Dorotheerkloster waaraan later de naam werd ontleend. Op diezelfde plek in de Weense binnenstad opende in 1901 het huidige gebouw.

## Privatisering
Kort nadat in 2000 de Grote Coalitie (ÖVP en SPÖ) uiteenviel, was de privatisering van het Dorotheum een van de velen lang uitgestelde hervormingsmaatregelen en ging het eigendom in 2001, inclusief het onroerend goed in de Oostenrijkse deelstaten én in de Weense binnenstad
over in handen van het Oostenrijks E-commerce conglomeraat OneTwoSOld waarin de twee families Dichand en Soravia vertegenwoordigd zijn. Het vastgoed werd in 2002 doorverkocht waardoor het Dorotheum niet langer eigenaar was, maar huurder werd van zijn locaties.

## De Tweede Wereldoorlog
Met de privatisering in 2001 ontstond momentum waardoor een gevoelige kwestie aangestipt kon worden, namelijk de rol van het Dorotheum tijdens de Tweede Wereldoorlog. Tussen 1938 en 1945 hield de bedrijfsleiding van het Dorotheum zich actief bezig met het veilen van onteigende kunst in opdracht van het naziregime.
Eerst in private handen kon dit belaste, immateriële erfgoed openlijk behandeld worden. Een substantieel deel van de opbrengst van de concernverkoop kwam bij wijze van symbolisch gebaar ten goede aan het 'Allgemeinen Entschädigungsfonds für Opfer des Nationalsozialismus'. Er werd een commissie van historici ingesteld om uit de archieven van het Dorotheum over dit onderwerp een kritische studie samen te stellen, hetgeen uitmondde in het 2006 verschenen Zwischen Staat und Wirtschaft. Das Dorotheum im Nationalsozialismus. De nieuwe directeur Martin Böhm maakte een opmerkelijk publiek excuus en tevens werd een tweehoofdige afdeling ingesteld ten behoeve van herkomstonderzoek naar nazi-roofkunst.